# GAT Solutions Senica
GAT Solutions Senica  - żeński klub piłki siatkowej ze Słowacji. Swoją siedzibę ma w Senicy. Został założony w 1974.

## Sukcesy
- Mistrzostwa Słowacji:
  -  2005, 2006, 2007
  -  1998, 2000, 2001, 2002, 2003
  -  1999, 2009
- Puchar Słowacji:
  -  2007